# ورزشگاه ملی سنگاپور
ورزشگاه ملی سنگاپور، ورزشگاهی ۵۵ هزار نفره‌است که صندلی‌های آن در زیر سقف گنبدی متحرکی به وسعت ۳۱۰ متر قرار گرفته است. این گنبد ۲۰هزار متر مربعی ، از فولاد بسیار سبک ساخته شده که وزن آن بر هر متر مربع ، کمی بیشتر از ۱۰۰ کیلوگرم و وزن کلی آن، ۸۸۸۱ تُن است و از بزرگترین سازه‌های گنبدی جهان شمرده می‌شود.

## موقعیت
این ورزشگاه، در محل ورزشگاه ملی سابق سنگاپور ساخته شده‌است (مختصات بالای صفحه را ببینید).

## تاریخچه
قرار بود این مجموعه ورزشی ۳۵ هکتاری، در سال ۲۰۱۱ تکمیل شود، اما در پی بحران‌های اقتصادی متعدد، تاخیرهای پی‌درپی در تکمیل این سازه به وجود آمد. در نهایت، ساخت آن در آستانهٔ سال ۲۰۱۱ آغاز شد و در ماه ژوئن سال ۲۰۱۴ به اتمام رسید.

## امکانات ورزشگاه
به منظور اطمینان از راحتی این ورزشگاه در هوای گرمسیری سنگاپور ، سقف گنبدی شکل در طول روز بر روی صندلی‌ها سایه ایجاد خواهد کرد و در عین حال، سیستم سرمایی کم مصرفی نیز مسئولیت انتقال هوای خنک را به هر صندلی از ورزشگاه بر عهده دارد.
در تاریکی شب، دو نیمهٔ این گنبد، به عنوان نمایشگری برای نمایش دادن تصاویر مورد استفاده قرار می‌گیرند. به گفتهٔ موسسهٔ ARUP که طراحی ورزشگاه را به عهده دارد، این گنبد، یکی از بزرگترین نمایشگرهای LED در جهان به شمار می‌رود.
این ورزشگاه که در مکان ورزشگاه ملی سابق سنگاپور ساخته شده‌است، علاوه بر ۵۵هزار صندلی، از میدان ورزشی چندمنظوره داخلی با ظرفیت سه هزار نفر، ورزشگاه سرپوشیده‌ای ۱۲هزار نفری، ۴۱هزار متر مربع فضای تجاری و یک مرکز ورزش‌های آبی با گنجایش سه هزار نفر که قابلیت دوبرابر شدن را نیز دارد، برخوردار است.

## نگارخانه

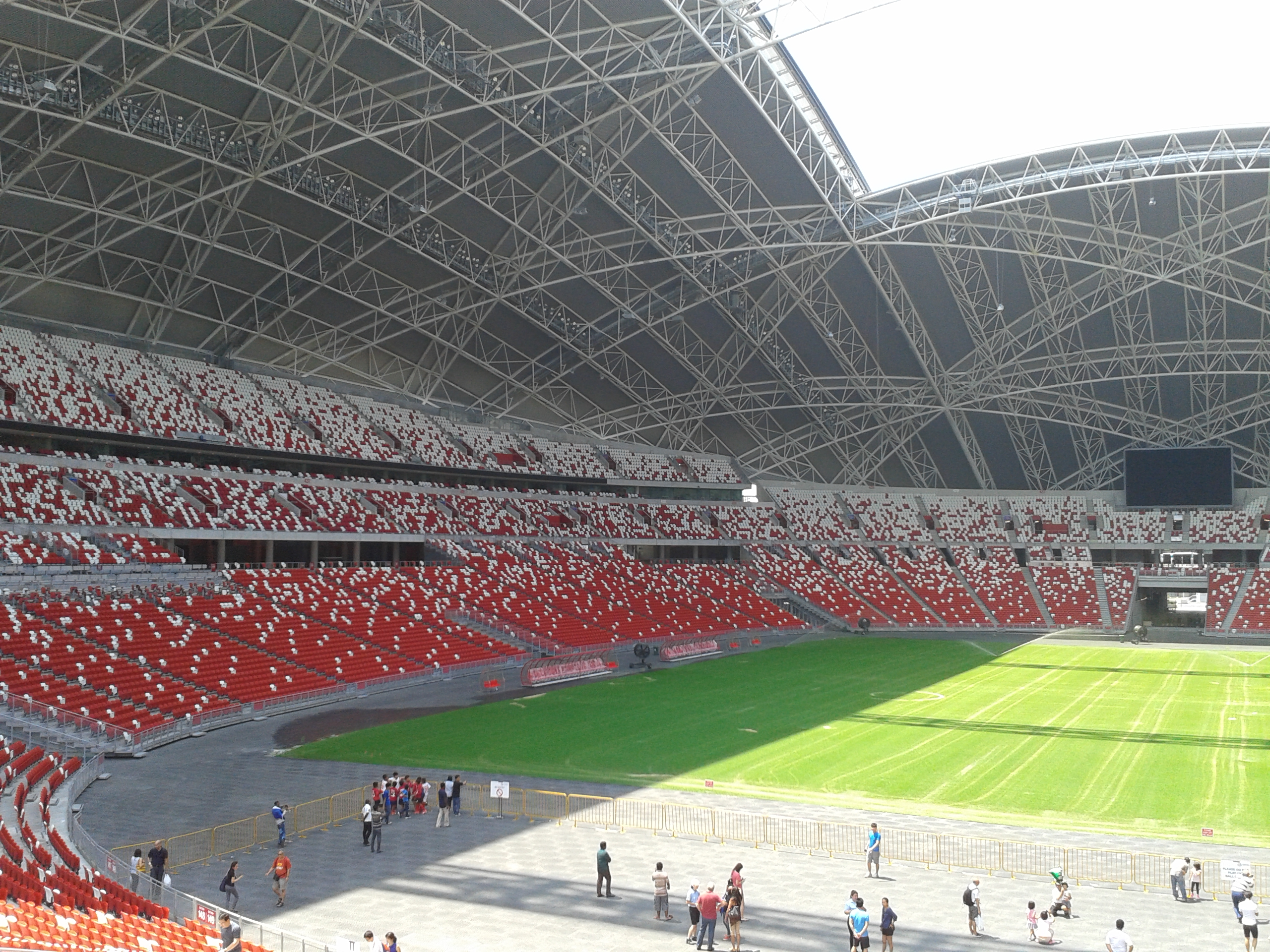
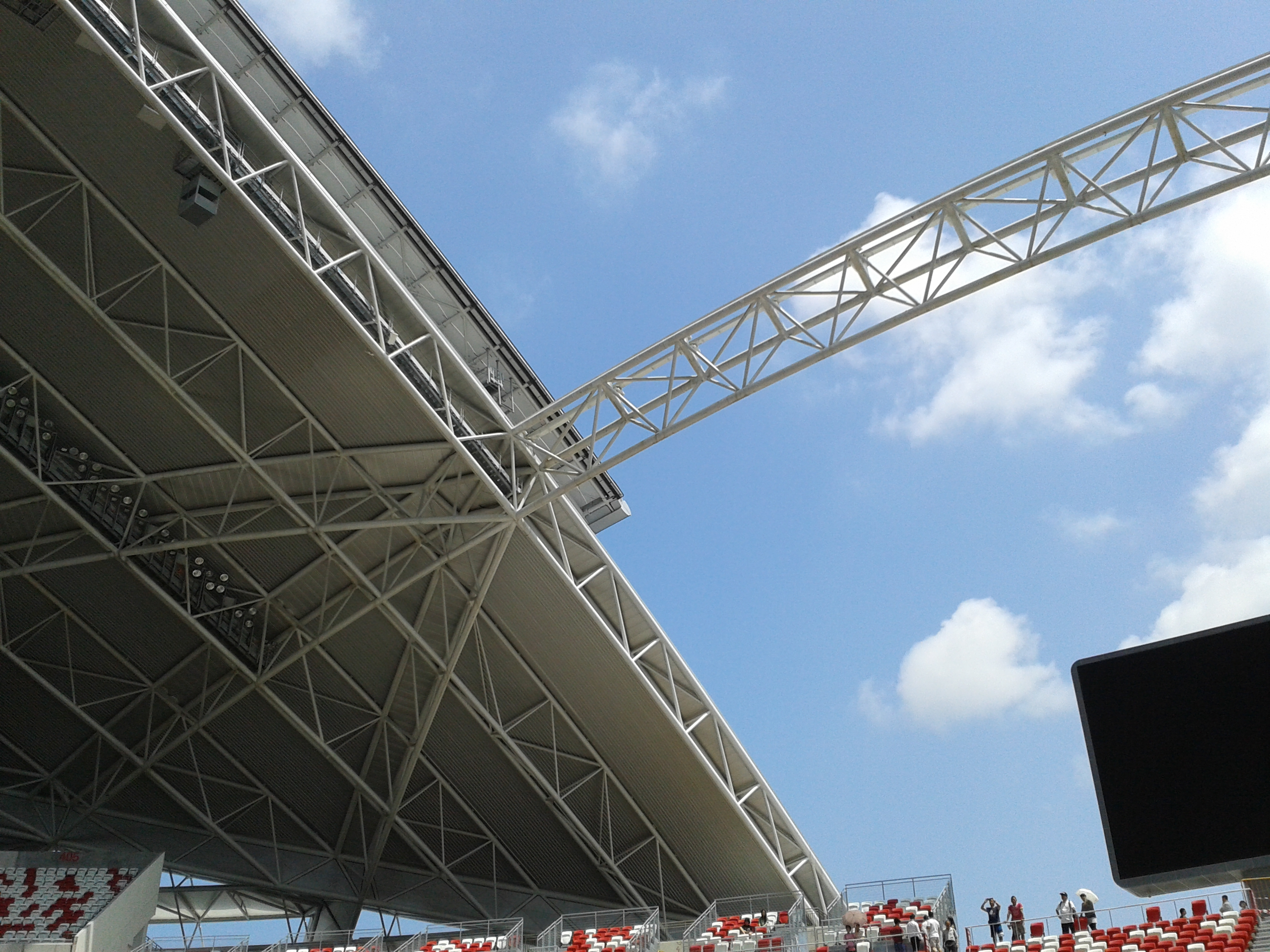